# Milejewo (województwo warmińsko-mazurskie)
Milejewo (niem. Trunz) – wieś w Polsce położona w województwie warmińsko-mazurskim, w powiecie elbląskim, w gminie Milejewo na Wysoczyźnie Elbląskiej przy drodze wojewódzkiej nr 504. Transport publiczny jest obsługiwany przez komunikację miejską Elbląga i PKS.
Wieś okręgu sędziego ziemskiego Elbląga w XVII i XVIII wieku. W latach 1954–1972 wieś należała i była siedzibą władz gromady Milejewo. W latach 1975–1998 miejscowość administracyjnie należała do województwa elbląskiego.
Miejscowość jest siedzibą gminy Milejewo.
Sport:
OSP Milejewo - Piłka Nożna mężczyzn (B-klasa)

## Zabytki
We wsi znajduje się gotycki kościół z XIV w., przebudowany w XIX w. posiada neogotyckie szczyty i wieżę dostawioną do tylnego naroża. Wewnątrz barokowy ołtarz i organy.